# Гран-КуражЪ

«Гра́н-Кура́жЪ» (с 1999 по 2007 «КуражЪ») — российская хеви-пауэр группа, основанная в 1999 году в городе Бронницы Московской области.

## История
Группа была основана в городе Бронницы (Московская область) гитаристом Михаилом Бугаевым в 1999 году. Изначально коллектив не имел широкой известности и выступал исключительно в родном городе Бронницы. Набирать обороты группа стала в 2004 году, когда образовался так называемый «золотой» состав, сохранявшийся до ухода Михаила Житнякова (вокал) в 2012 году в группу «Ария». Именно с 2004 года музыканты предпочитают вести своё основное летоисчисление.
В июле 2004 года было записано первое демо, состоящее из трёх песен.
В 2005 году группа стала победителем престижного конкурса рок-групп «ПроРок» и обладателем Гран-при.
В 2006 году на студии CDM Records группа записала свой дебютный альбом «Вечная игра», который получил весьма положительные отзывы от слушателей и музыкальных критиков.
В 2007 и 2008 годах «Гран-КуражЪ» принял участие в известном рок-фестивале «Слава России», где выступал в одной программе с группами «Мастер», «Чёрный Обелиск», «Артерия», «Маврин» и др.
В 2008 году группа записала второй альбом «Новой надежды свет». Работа проходила на студиях «Gigant records» и «Чёрный обелиск». В записи диска приняли участие многие известные рок-музыканты: Дмитрий Борисенков («Черный Обелиск»), Сергей Сергеев («Форсаж», экс-«Артерия»), Александр Андрюхин («Арда») и гитарист Дмитрий Четвергов. Соло в песне «Поздно для любви» исполнил гитарист Дмитрий Четвергов, известный по сольным инструментальным альбомам, работе с Николаем Носковым и певицей Алсу. Альбом вышел на лейбле CD-Maximum и стал по мнению музыкальных журналистов одним из самых ярких отечественных хеви-метал релизов года.
10 мая 2009 года группа «Гран-КуражЪ» отметила свой 10-летний юбилей большим концертом в клубе «Х. О.».
В конце апреля 2010 года коллектив приступил к записи сингла, посвящённого 65-летию Победы, который вышел 9 мая 2010 года и получил название «На войне». Заглавная песня сингла повествует о чувствах и размышлениях ополченцев, которым утром предстоит неравный бой с превосходящим их и по численности, и по вооружению противником, и является плодом сотрудничества группы с известной рок-поэтессой Маргаритой Пушкиной. Сингл состоит из трёх композиций: «Ночь перед боем» (М. Бугаев), «На войне» (М. Пушкина, М.Бугаев), «Дождь (2010)» (М. Бугаев). Вся музыка к пластинке написана Михаилом Бугаевым. В записи приняли участие Михаил Житняков (вокал), Михаил Бугаев (гитара, клавишные), Павел Селеменев (бас-гитара), Алексей Путилин (ударные) и приглашённый музыкант — Владимир Насонов (гитара).
11 июля 2010 года группа выступила на крупном Российском фестивале рок-музыки «Нашествие». Коллектив выступал на Альтернативной сцене наряду с такими группами, как «Эпидемия», «Мастер», «Маврин», «Catharsis», «Арда», «Слот» и др.
В 2010 году «Гран-КуражЪ» записал кавер-версию на композицию «Вулкан» группы «Ария» для трибьют-альбома «A Tribute to Ария. XXV», который вышел 27 ноября 2010 года к юбилейному концерту группы «Ария» в «Олимпийском».
Весной 2011 года группа приступила к записи третьего полноформатного альбома.
16 сентября 2011 года вокалист группы «Гран-КуражЪ» Михаил Житняков в прямом эфире «НАШЕго радио» был объявлен новым вокалистом группы «Ария». Однако, несмотря на это, об уходе Житнякова из группы «Гран-КуражЪ» объявлено не было. Наоборот, в различных интервью с Житняковым неоднократно отмечалось, что коллектив продолжает работать над новым альбомом в своем «золотом» составе.
В феврале 2012 года Михаил Житняков принял решение покинуть группу в связи с загруженностью в качестве вокалиста группы «Ария». В связи с этим группа «Гран-КуражЪ» объявила о поисках нового вокалиста. Это заявление было сделано после объявления об окончании студийных работ над третьим полноформатным альбомом группы. На диске все основные вокальные партии записал Михаил Житняков. Также было отмечено, что формально Житняков будет оставаться вокалистом группы «Гран-КуражЪ» до момента выхода диска и его концерта-презентации. После этого коллектив продолжит свою деятельность с новым вокалистом.
28 мая 2012 года на лейбле Metalism Records вышел третий альбом под названием «Сердца в Атлантиде». 3 июня состоялся концерт-презентация, на котором, как и анонсировалось, все песни исполнил Михаил Житняков. 15 сентября у группы «Гран-КуражЪ» состоялся концерт, на котором с группой выступили сразу четыре вокалиста: Сергей Сергеев («Форсаж», экс-«Артерия»), Александр КЭП (экс-«The Arrow», «Артерия»), Андрей Нефёдов (группа «Феникс», г. Орел) и Михаил Нахимович («Черный кузнец»). Однако будет ли кто-то из них новым постоянным участником группы, объявлено не было.
5 сентября 2013 года был объявлен новый вокалист, им стал Евгений Колчин (Hardballs), а также стало известно название нового сингла — «Лёд и пламя».
14 сентября 2013 года состоялся первый концерт в обновлённом составе в московском клубе «Rock House». В этот же день официальная дискография группы пополнилась сразу тремя релизами. На CD были изданы: новый сингл «Лёд и пламя», записанный с новым вокалистом Евгением Колчиным, и два релиза с вокалом Михаила Житнякова — аудиоверсия концертного альбома «Live/Best» и сингл «На войне», который впервые был представлен слушателям в виде интернет-релиза ещё в 2010-м году, но официально на CD был издан только в 2013-м году. Синглы были изданы ограниченным тиражом и полностью распроданы в течение суток. В июле 2014 года в интернет был выложен новый EP «Это не игра». Через месяц появилось и официальное издание на CD. Также в июле была издана ДВД-версия концертного альбома «Live/Best».
1 сентября 2014 года были объявлены результаты народного голосования, определившего группу, которая откроет своим выступлением «ARIA-FEST 2014». Победителем голосования стала группа «Гран-КуражЪ». В рамках фестиваля российский коллектив выступил с группами HammerFall (Швеция), Edguy (Германия) и Stratovarius (Финляндия).
С 5 ноября по 13 декабря 2014 года Михаил Бугаев временно заменял Владимира Холстинина на концертных выступлениях «Арии», пока тот находился на лечении.
18 сентября 2016 года выходит цифровая версия 4-го полноформатного альбома «Жить как никто другой», а два месяца спустя лейбл Metalism Records выпускает CD-релиз. Лимитированная диджибук-версия издания содержит 2 бонус-трека. После выхода альбома, группа отправилась в первый в своей истории тур по городам России.
11 декабря 2017 года группа выпустила новый мини-альбом «Достучаться до небес».
9 мая 2018 года Гран-КуражЪ представил новый интернет-сингл, посвященный Дню Победы «Когда я был таким как ты».
13 июля 2018 года в официальном сообществе «Гран-КуражЪ» ВКонтакте было объявлено, что Евгений Колчин покидает группу по причине загруженности в собственной группе «Hardballs» и в группе «Маврин». 30 сентября 2018 года состоялся прощальный концерт с Евгением Колчиным в качестве вокалиста «Гран-КуражЪ» в клубе «Rock House».
15 ноября 2018 года был объявлен новый вокалист, Пётр Елфимов, и одновременно были представлены три новые композиции для готовящегося альбома: «Кто?», «Волна» и «Адреналин».
15 декабря 2018 года состоялся концерт-презентация нового вокалиста в клубе «ТеатрЪ».
23 мая 2019 года в большом зале клуба "ТеатрЪ" группа Гран-КуражЪ отпраздновала 15-летие своей основной истории. В концерте принимали участие все бывшие участники группы: Михаил Житняков, Евгений Колчин и Евгений Комаров. Было исполнено 30 композиций разных лет, включая песни, которые никогда прежде не исполнялись на концертах. Выступление было записано для последующего выпуска концертного альбома.
Летом 2019 года Гран-КуражЪ принимал участие в юбилейном 20 м фестивале НАШЕствие. Этим же летом группа стала одним из хэдлайнеров фестиваля Rock on the water-2019, выступив сразу после групп Маврин и Ария. Таким образом на одной сцене выступили все вокалисты группы в рамках одного концерта.
Осенью 2019 года Михаил Бугаев и Пётр Елфимов решили возродить акустическую концертную программу. Сначала был запланировано одно выступление в Москве. Однако из-за повышенного интереса слушателей, было решено провести два концерта. Выступления прошли при Sold out. Также с данной программой музыканты Гран-Куража выступили в Санкт-Петербурге, Нижнем Новгороде и Владимире.
На весну 2020 года группой был запланирован выход нового альбома и тур в его поддержку, однако из-за ограничений, связанных с COVID-19, планы частично пришлось передвинуть на 2021 год. Весь год группа провела в работе над альбомом и концертным релизом.
12 февраля на лейбле М2БА состоялся релиз нового альбома «Эпохи, герои и судьбы», а уже 24 февраля группа вернулась на сцену, отыграв сет на фестивале МЕТАЛ-ёлка с группами Ария и Catharsis.
24 апреля состоялась большая презентация нового альбома на сцене легендарного московского ДК Горбунова. Концерт транслировался онлайн, а позже его запись была опубликована на youtube-канале группы.
В июле 2021 г. сингл «Без потерь» с альбома «Эпохи, герои и судьбы» попал в ротацию «Нашего радио» и, стартовав в хит-параде «Чартова дюжина», добрался в нём до 1-го места.
Осенью на песню «Царство диких людей», открывающую альбом «Эпохи, герои и судьбы», был представлен первый сюжетно-постановочный видеоклип группы.
18 марта 2022 г. в «Чартовой дюжине» «Нашего радио» стартовал сингл «Птица небесная» (музыка — Михаил Бугаев, стихи — Маргарита Пушкина) — песня с альбома «Эпохи, герои и судьбы».
25 марта вышел концертный альбом «IX жизней», в который вошло 30 композиций, прозвучавших на 15-летии коллектива.
В ноябре 2022 г. состоялся релиз акустической (первой) части из 3 песен макси-сингла «Эйфория», а 2 декабря 2022 г. песня «Всё будет хорошо» (музыка — Михаил Бугаев, стихи — Ольга Ковалевская) с этого релиза стартовала в «Чартовой дюжине» «Нашего радио».
31 марта 2023 года состоялся релиз второй части макси-сингла «Эйфория», под названием «Скоморох». От первой части он отличается более тяжёлой и электрической аранжировкой.
1 марта 2024 года группа представила альбом «Легенды мира из огня». Концепцию сюжетной истории альбома написали основатель группы Михаил Бугаев, её вокалист Пётр Елфимов и поэтесса Ольга Ковалевская. В записи композиции «Последняя глава» приняли участи бывшие вокалисты группы Михаил Житняков (ныне группа «Ария») и Евгений Колчин (ныне группа Hardballs), а также Елена Минина из группа «Джоконда».

## Стиль и лирические темы
Стиль «Гран-КуражЪ» в основном напоминает хеви-метал с элементами пауэр-метала.
Их песни содержат в основном такие темы как человеческие эмоции (любовь, скорбь, ненависть и т. д.), отношения между людьми, мифология, история, войны, политика, патриотизм и т. д. Автор песен группы, Михаил Бугаев, черпает вдохновение из литературы и фильмов. Например, песня «Теория хаоса» была написана по мотивам фильма «Эффект бабочки».Песня «Царь» посвящена Императору Николаю II. Тема войны в основном затронута в песнях, как «Те, кого рядом нет» (посвященная солдатам, которые погибли в годы Афганской войны) и «На войне» (посвященная ветеранам Великой Отечественной войны).

## Дискография

### Студийные альбомы
| Название              | Год  |
| --------------------- | ---- |
| Вечная игра           | 2006 |
| Новой надежды свет    | 2008 |
| Сердца в Атлантиде    | 2012 |
| Жить как никто другой | 2016 |
| Эпохи, герои и судьбы | 2021 |
| Легенды мира из огня  | 2024 |

### EP
| Название             | Год  |
| -------------------- | ---- |
| На войне             | 2010 |
| Лёд и пламя          | 2013 |
| Это не игра          | 2014 |
| Достучаться до небес | 2017 |
| Эйфория              | 2022 |
| Скоморох             | 2023 |

### Синглы
| Название      | Год  |
| ------------- | ---- |
| Кто?          | 2018 |
| Волна         | 2018 |
| Адреналин     | 2018 |
| За мечтой     | 2020 |
| Без потерь    | 2020 |
| Город-призрак | 2021 |
| Станем вместе | 2024 |
| Лети          | 2024 |
| Дождь         | 2025 |

### Концертные записи
| Название  | Год  |
| --------- | ---- |
| Live/best | 2013 |
| IX жизней | 2022 |

### Сборники
| Название                  | Год  |
| ------------------------- | ---- |
| Demos & Rares (2004‒2010) | 2017 |

(демо и раритетные треки группы 2004—2010)

## Состав

### 1999—2002

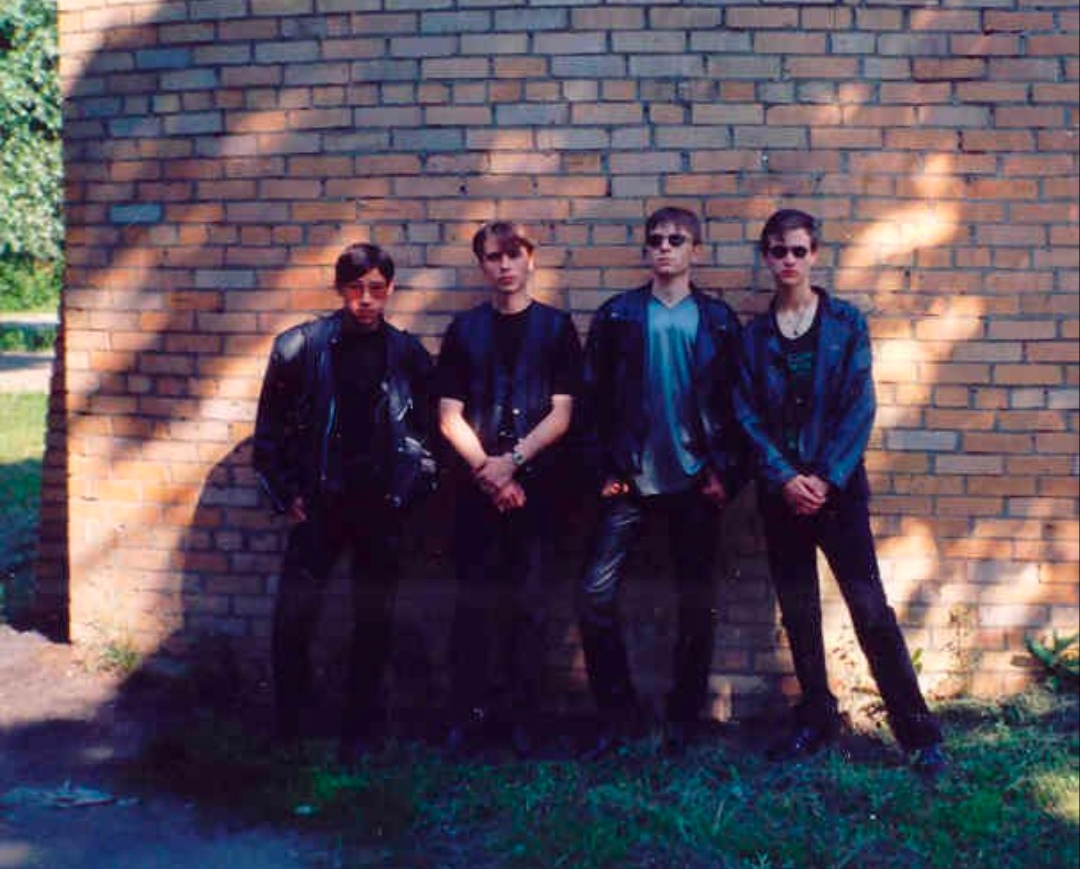

- Михаил Бугаев — гитара, акустическая гитара, автор песен, бэк-вокал (с 1999)
- Равшан Мухтаров — вокал (с 1999)
- Павел Селеменев — бас-гитара (с 2001)
- Евгений Комаров — клавишные (с 1999)
- Сергей Волков — ударные (с 1999)

### 2002—2003

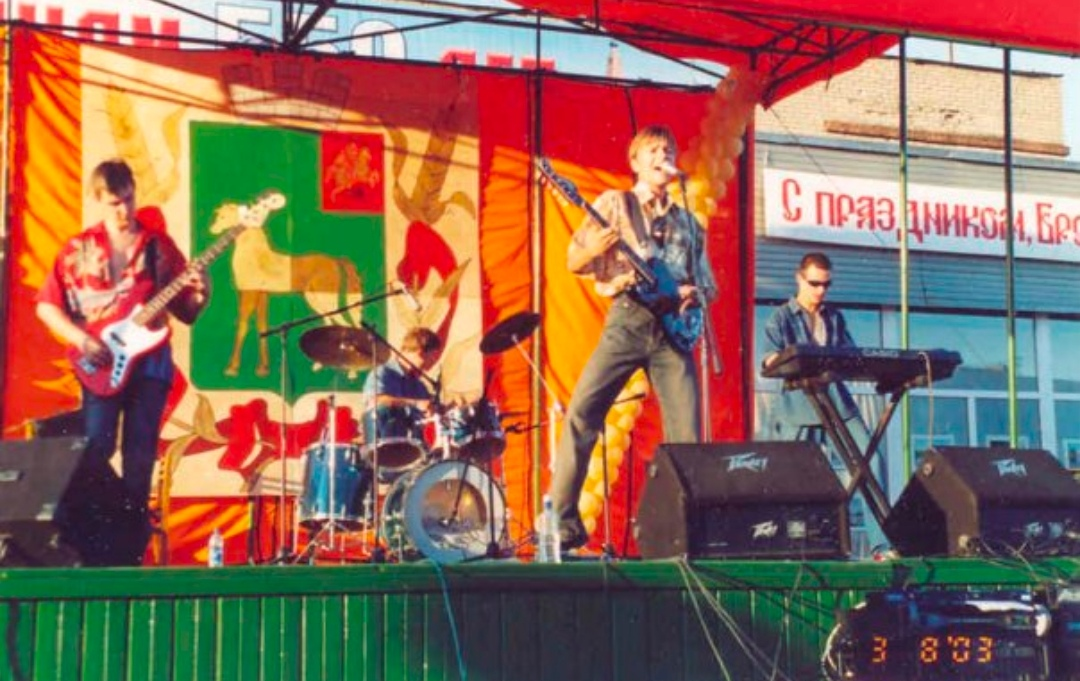

- Михаил Бугаев — гитара, вокал, акустическая гитара, автор песен
- Павел Селеменев — бас-гитара
- Евгений Комаров — клавишные
- Сергей Волков — ударные

### 2004—2010
- Михаил Житняков — вокал (с 2004)
- Михаил Бугаев — гитара, акустическая гитара, автор песен, бэк-вокал
- Павел Селеменев — бас-гитара
- Евгений Комаров — клавишные
- Алексей Путилин — ударные (с 2003)

### 2010—2012
- Михаил Житняков — вокал

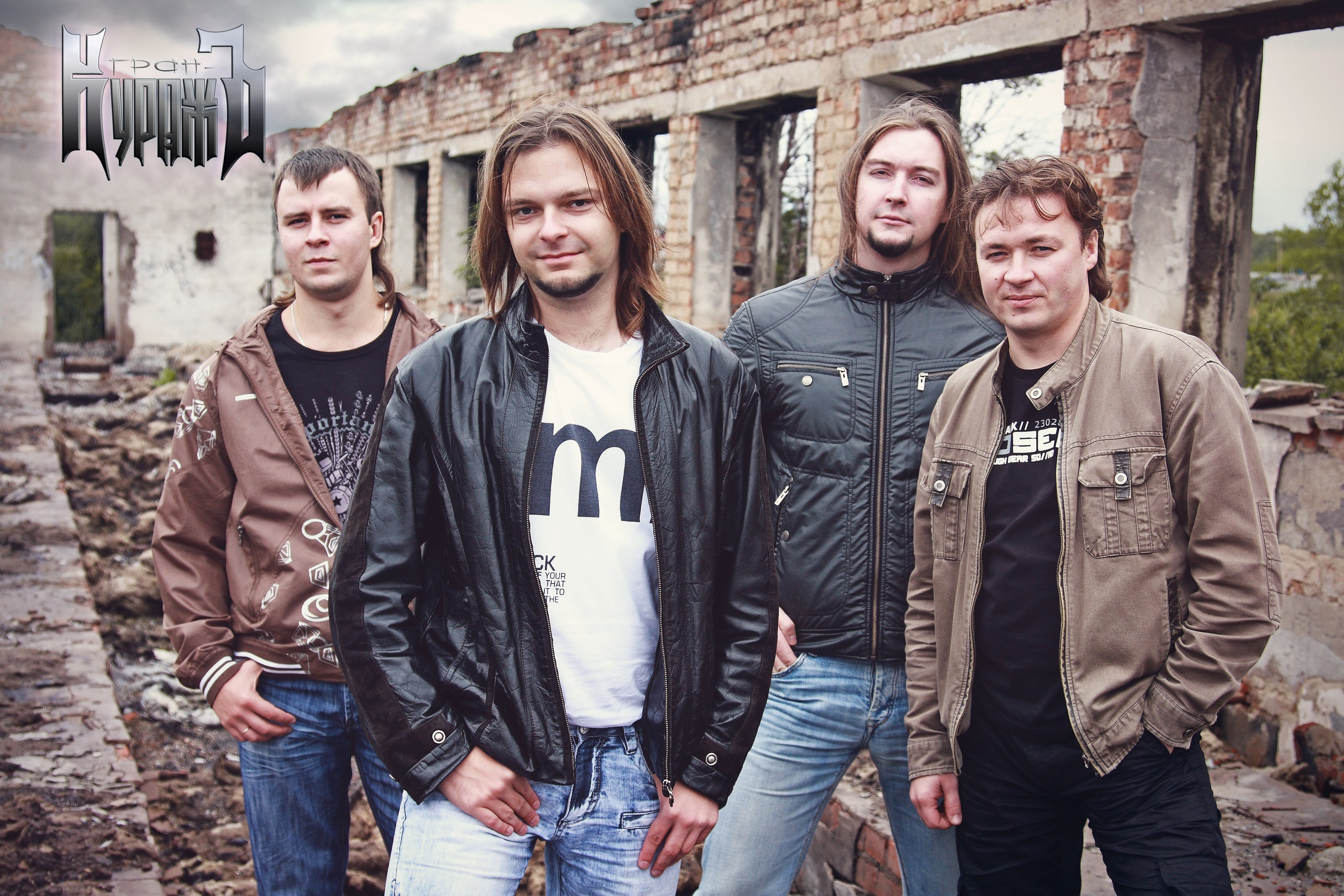

- Михаил Бугаев — гитара, акустическая гитара, автор песен, бэк-вокал
- Павел Селеменев — бас-гитара
- Алексей Путилин — ударные

### 2013—2018
- Евгений Колчин — вокал (с 2013)

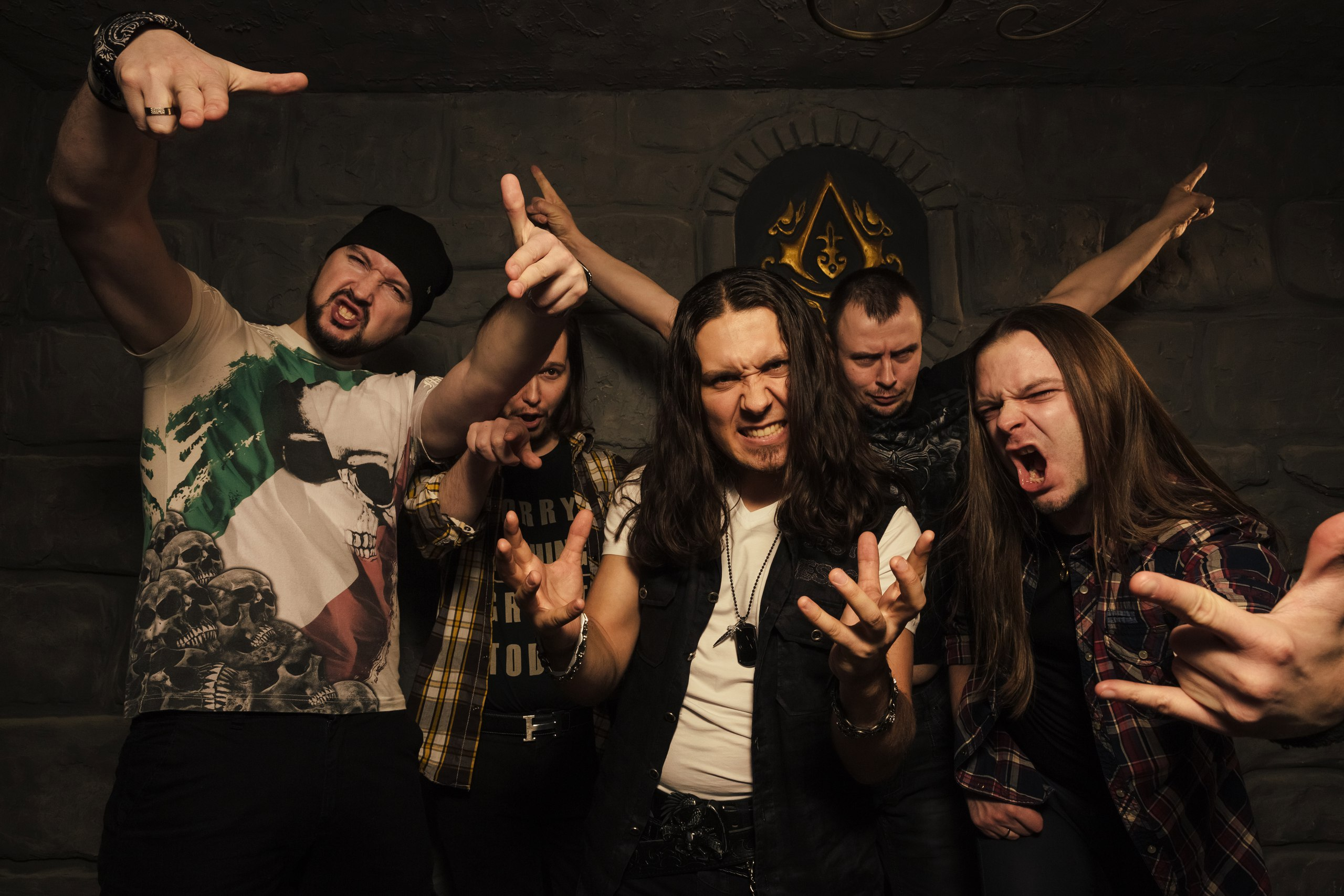
Фото: Юлия Микитенко

- Михаил Бугаев — гитара, акустическая гитара, автор песен, бэк-вокал
- Юрий Бобырёв — гитара (с 2012)
- Павел Селеменев — бас-гитара
- Алексей Путилин — ударные

### 2018—Н. В.

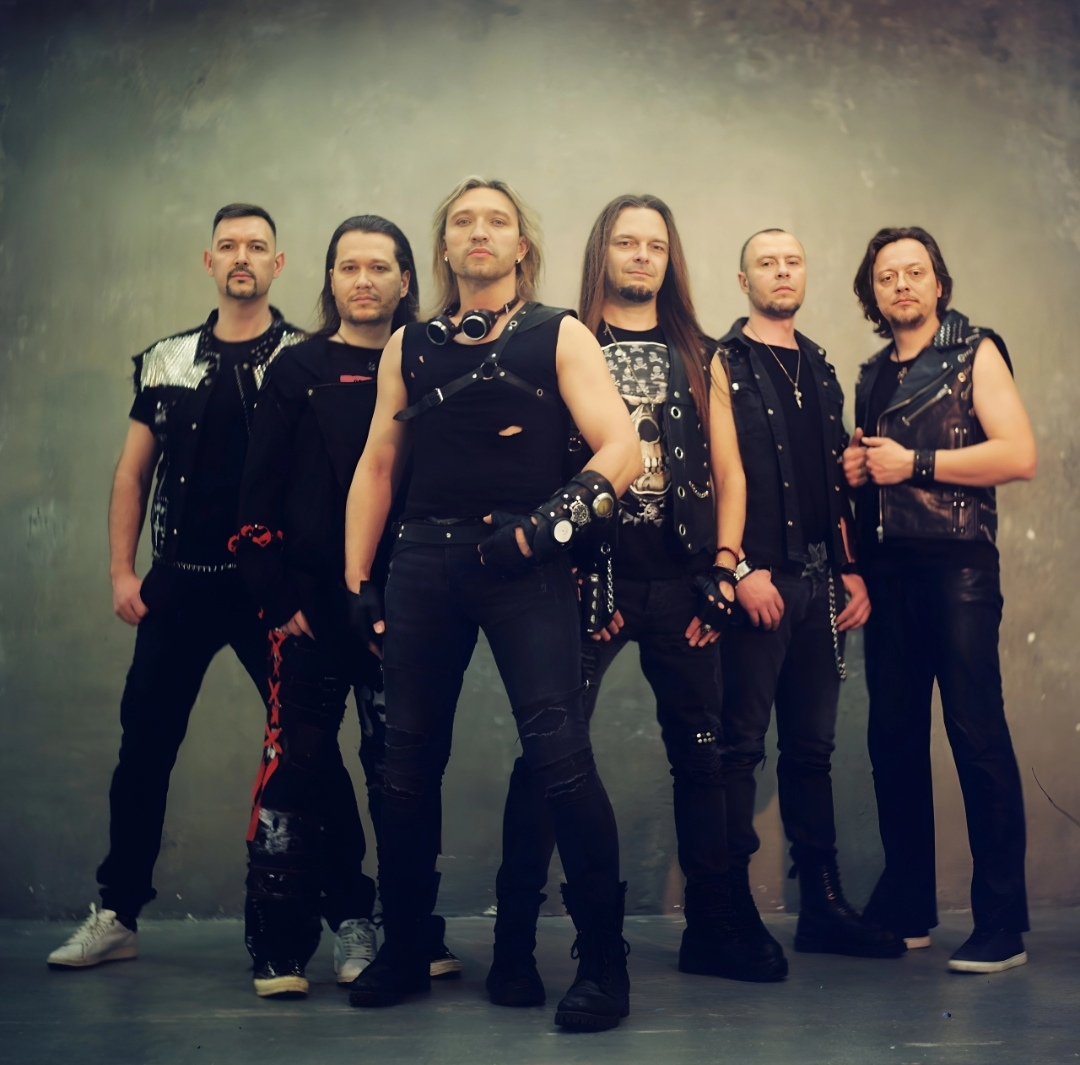
Фото: Александр Колбая

- Пётр Елфимов — вокал, автор песен, акустическая гитара, клавишные, перкуссия (с 2018)
- Михаил Бугаев — гитара, акустическая гитара, клавишные, автор песен
- Юрий Бобырёв — гитара
- Павел Селеменев — бас-гитара
- Алексей Путилин — ударные
- Вячеслав Стосенко — ударные (с 2018, 2017—2018 — как сессионный музыкант)